# Brudnów Piąty
Brudnów Piąty – wieś w Polsce położona w województwie łódzkim, w powiecie poddębickim, w gminie Dalików.
Powstała z dniem 1 stycznia 2009 w wyniku podziału wsi Brudnów na cztery odrębne wsie: Brudnów Pierwszy, Brudnów Drugi, Brudnów Trzeci i Brudnów Piąty (osada Brudnów Czwarty była częścią wsi Dąbrówka Woźnicka).
Wsie o charakterze rolniczym z walorami turystycznymi. Przebiega przez nie Łódzki Szlak Konny im. mjr Henryka Dobrzańskiego „Hubala”, są tam też gospodarstwa agroturystyczne, hotel dla psów.